# Liga dos Campeões da CAF de 2016
A Liga dos Campeões da CAF de 2016 foi a 52ª edição da maior competição de clubes da África e a 20ª edição sobre o atual formato de competição. Como campeão, o Mamelodi Sundowns representou a África na Copa do Mundo de Clubes da FIFA de 2016.

## Alocação das vagas
Todos os 56 membros da CAF podem entrar na Liga dos Campeões da CAF, com os 12 melhores ranqueados de acordo com o Ranking de 5 anos da CAF podendo inscrever duas equipes na competição. O campeão da edição da passada da competição também tem direito a uma vaga.
Para a edição de 2016, a CAF usa o ranking entre 2010 e 2014, que calcula pontos para cada associação participante com base na performance dos clubes através destes 5 anos na Liga dos Campeões da CAF e na Copa das Confederações da CAF. Os critérios para os pontos são os seguintes:
|                                  | Liga dos Campeões da CAF | Copa das Confederações da CAF |
| -------------------------------- | ------------------------ | ----------------------------- |
| Campeão                          | 5 pontos                 | 4 pontos                      |
| Vice-campeão                     | 4 pontos                 | 3 pontos                      |
| Eliminado na semifinal           | 3 pontos                 | 2 pontos                      |
| Terceiro-lugar na fase de grupos | 2 pontos                 | 1 ponto                       |
| Quarto-lugar na fase de grupos   | 1 ponto                  | 1 ponto                       |

Os pontos são multiplicados por um coeficiente de acordo com o ano do seguinte modo:
- 2014 – 5
- 2013 – 4
- 2012 – 3
- 2011 – 2
- 2010 – 1

## Equipes classificadas
As seguintes equipes se inscreveram na competição. Equipes marcadas em negrito se classificam diretamente para a segunda pré-eliminatória.
As associações abaixo são mostradas de acordo com o seu ranking entre 2010 e 2014.
| País                                                              | Equipe                                                            | Classificação |
| Associações elegíveis para entrar com duas equipes (Ranking 1–12) | Associações elegíveis para entrar com duas equipes (Ranking 1–12) | Associações elegíveis para entrar com duas equipes (Ranking 1–12)                                                                                            |
| ----------------------------------------------------------------- | ----------------------------------------------------------------- | --- |
| Tunísia · (1º – 106 pts)                                          | Africain                                                          | Campeão – Campeonato Tunisiano de 2014–15 |
| Tunísia · (1º – 106 pts)                                          | Étoile du Sahel                                                   | Vice-campeão – Campeonato Tunisiano de 2014–15 |
| Egito · (2º – 81 pts)                                             | Zamalek                                                           | Campeão – Campeonato Egípcio de Futebol de 2014–15 |
| Egito · (2º – 81 pts)                                             | Al-Ahly                                                           | Vice-campeão – Campeonato Egípcio de Futebol de 2014-15 |
| República Democrática do Congo · (3º – 63 pts)                    | AS Vita Club                                                      | Campeão – Campeonato Nacional de Futebol da República Democrática do Congo de 2014–15                                                                        |
| República Democrática do Congo · (3º – 63 pts)                    | TP Mazembe                                                        | Detentores do título (Campeão – Liga dos Campeões da CAF de 2015) Vice-campeão – Campeonato Nacional de Futebol da República Democrática do Congo de 2014-15 |
| Argélia · (4º – 44 pts)                                           | ES Sétif                                                          | Campeão – Campeonato Argelino de Futebol de 2014–15 |
| Argélia · (4º – 44 pts)                                           | MO Béjaïa                                                         | Vice-campeão – Campeonato Argelino de Futebol de 2014–15 |
| Sudão · (5º – 33 pts)                                             | Al-Merrikh                                                        | Campeão – Campeonato Sudanês de Futebol de 2015 |
| Sudão · (5º – 33 pts)                                             | Al-Hilal                                                          | Vice-campeão – Campeonato Sudanês de Futebol de 2015 |
| Costa do Marfim · (6º – 30 pts)                                   | AS Tanda                                                          | Campeão – Campeonato Marfinense de Futebol de 2013–14 |
| Costa do Marfim · (6º – 30 pts)                                   | ASEC Mimosas                                                      | Vice-campeão – Campeonato Marfinense de Futebol de 2014–15                                                                                                   |
| Marrocos · (7º – 29 pts)                                          | Wydad Casablanca                                                  | Campeão – Campeonato Marroquino de Futebol de 2014–15 |
| Marrocos · (7º – 29 pts)                                          | Olympique Khouribga                                               | Vice-campeão – Campeonato Marroquino de Futebol de 2014–15                                                                                                   |
| Camarões · (8º – 26 pts)                                          | Coton Sport                                                       | Campeão – Campeonato Camaronês de Futebol de 2015 |
| Camarões · (8º – 26 pts)                                          | Union Douala                                                      | Vice-campeão – Campeonato Camaronês de Futebol de 2015 |
| República do Congo · (8º – 26 pts)                                | AC Léopards                                                       | Primeiro-lugar – Campeonato Congolês de Futebol de 2015 antes da paralisação.                                                                                |
| República do Congo · (8º – 26 pts)                                | Étoile du Congo                                                   | Segundo-lugar – Campeonato Congolês de Futebol de 2015 antes da paralisação.                                                                                 |
| Mali · (8º – 26 pts)                                              | Stade Malien                                                      | Campeão – Campeonato Malinês de Futebol de 2014–15 |
| Mali · (8º – 26 pts)                                              | Onze Créateurs                                                    | Vice-campeão – Campeonato Malinês de Futebol de 2014–15 |
| Nigéria · (11º – 22 pts)                                          | Enyimba                                                           | Campeão – Campeonato Nigeriano de 2015 |
| Nigéria · (11º – 22 pts)                                          | Warri Wolves                                                      | Vice-campeão – Campeonato Nigeriano de 2015 |
| África do Sul · (12º – 16 pts)                                    | Kaizer Chiefs                                                     | Campeão – Campeonato Sul-Africano de 2014–15 |
| África do Sul · (12º – 16 pts)                                    | Mamelodi Sundowns                                                 | Vice-campeão – Campeonato Sul-Africano de 2014–15 |
| Associações elegíveis para entrar com uma equipe.                 |                                                                   | |
| Angola · (13º – 11 pts)                                           | Recreativo do Libolo                                              | Campeão – Girabola de 2015 |
| Líbia · (14º – 7 pts)                                             | Al-Ahli Trípoli                                                   | Campeão – Campeonato Líbio de Futebol de 2013–14 (não houve campeonato em 2015)                                                                              |
| Gana · (15º – 6 pts)                                              | Ashanti Gold                                                      | Campeão – Campeonato Ganês de Futebol de 2014–15 |
| Zâmbia · (15º – 6 pts)                                            | ZESCO United                                                      | Campeão – Campeonato Zambiano de Futebol de 2014 |
| Etiópia · (17º – 4 pts)                                           | Saint George                                                      | Campeão – Campeonato Etíope de Futebol de 2013–14 |
| Níger · (18º – 1 pt)                                              | AS Douanes Niamey                                                 | Campeão – Campeonato Nigerino de Futebol de 2013–14 |
| Zimbabwe · (18º – 1 pt)                                           | Chicken Inn                                                       | Campeão – Campeonato Zimbabuiano de Futebol de 2015 |
| Botswana                                                          | Centre Chiefs                                                     | Campeão – Campeonato Botsuano de Futebol de 2014–15 |
| Burquina Fasso                                                    | RC Bobo Dioulasso                                                 | Campeão – Campeonato Burquinense de Futebol de 2014–15 |
| Burundi                                                           | Vital'O                                                           | Campeão – Campeonato Burundiano de Futebol de 2014–15 |
| Chade                                                             | AS CotonTchad                                                     | Campeão – Campeonato Chadiano de Futebol de 2015 |
| Comores                                                           | Volcan Club                                                       | Campeão – Campeonato Comorense de Futebol de 2015 |
| Guiné Equatorial                                                  | Racing de Micomeseng                                              | Campeão – Campeonato Guinéu-Equatoriano de Futebol de 2015                                                                                                   |
| Gabão                                                             | AS Mangasport                                                     | Campeão – Campeonato Gabonês de Futebol de 2015 |
| Gâmbia                                                            | Gamtel                                                            | Campeão – Campeonato Gambiano de Futebol de 2015 |
| Guiné                                                             | Horoya                                                            | Campeão – Campeonato Guineano de Futebol de 2014–15 |
| Quênia                                                            | Gor Mahia                                                         | Campeão – Campeonato Queniano de Futebol de 2015 |
| Lesoto                                                            | Lioli                                                             | Campeão – Campeonato Lesoto de Futebol de 2014–15 |
| Libéria                                                           | Nimba United                                                      | Campeão – Campeonato Liberiano de Futebol de 2015 |
| Madagáscar                                                        | CNaPS Sport                                                       | Campeão – Campeonato Malgaxe de Futebol de 2015 |
| Ilhas Maurícias                                                   | Cercle de Joachim                                                 | Campeão – Campeonato Mauriciano de Futebol de 2014-15 |
| Moçambique                                                        | Ferroviário Maputo                                                | Campeão – Moçambola de 2015 |
| Ruanda                                                            | APR                                                               | Campeão – Campeonato Ruandês de Futebol de 2014–15 |
| São Tomé e Príncipe                                               | Sporting Praia Cruz                                               | Campeão – Campeonato Santomense de Futebol de 2014–15 |
| Senegal                                                           | AS Douanes Dakar                                                  | Campeão – Campeonato Senegalês de Futebol de 2014–15 |
| Seicheles                                                         | St Michel United                                                  | Campeão – Campeonato Seichelense de Futebol de 2015 |
| Sudão do Sul                                                      | Al-Ghazal                                                         | Campeão – Copa do Sudão do Sul de Futebol de 2015 |
| Essuatíni                                                         | Mbabane Swallows                                                  | Vice-campeão – Campeonato Suazi de Futebol de 2014–15 |
| Tanzânia                                                          | Young Africans                                                    | Campeão – Campeonato Tanzaniano de Futebol de 2014–15 |
| Uganda                                                            | Vipers                                                            | Campeão – Campeonato Ugandense de Futebol de 2014–15 |
| Zanzibar                                                          | Mafunzo                                                           | Campeão – Campeonato Zanzibarita de Futebol de 2014–15 |

As seguintes associações não entraram com uma equipe:
- Benim (18º – 3 pts)
- Cabo Verde
- República Centro-Africana
- Djibuti
- Eritreia
- Guiné-Bissau
- Mauritânia
- Malawi
- Namíbia
- Reunião
- Serra Leoa
- Somália
- Togo

## Calendário
O calendário para a competição é o seguinte (todos os sorteios são realizados na sede da CAF no Cairo, Egito a não ser como mostrado abaixo).
| Fase           | Rodade            | Data do sorteio                         | Partida de ida     | Partida de volta   |
| -------------- | ----------------- | --------------------------------------- | ------------------ | ------------------ |
| Qualificação   | Rodada preliminar | 11 de dezembro de 2015 (Dakar, Senegal) | 12–14 de fevereiro | 26–28 de fevereiro |
| Qualificação   | Primeira fase     | 11 de dezembro de 2015 (Dakar, Senegal) | 11–13 de março     | 18–20 de março     |
| Qualificação   | Segunda fase      | 11 de dezembro de 2015 (Dakar, Senegal) | 8–1o de abril      | 19–20 de abril     |
| Fase de grupos | 1ª Rodada         | 24 de maio de 2016 (Cairo, Egito)       | 17–19 de junho     | 17–19 de junho     |
| Fase de grupos | 2ª Rodada         | 24 de maio de 2016 (Cairo, Egito)       | 28–29 de junho     | 28–29 de junho     |
| Fase de grupos | 3ª Rodada         | 24 de maio de 2016 (Cairo, Egito)       | 15–17 de julho     | 15–17 de julho     |
| Fase de grupos | 4ª Rodada         | 24 de maio de 2016 (Cairo, Egito)       | 26–27 de julho     | 26–27 de julho     |
| Fase de grupos | 5ª Rodada         | 24 de maio de 2016 (Cairo, Egito)       | 12–14 de agosto    | 12–14 de agosto    |
| Fase de grupos | 6ª Rodada         | 24 de maio de 2016 (Cairo, Egito)       | 23–24 de agosto    | 23–24 de agosto    |
| Fase final     | Semifinais        | 24 de maio de 2016 (Cairo, Egito)       | 16–18 de setembro  | 23–25 de setembro  |
| Fase final     | Final             | 24 de maio de 2016 (Cairo, Egito)       | 14–16 de outubro   | 21–23 de outubro   |

## Fases de qualificação
O sorteio para esta fase ocorreu em 11 de dezembro de 2015.

### Fase preliminar
| Equipe 1             | Total    | Equipe 2             | 1.º jogo | 2.º jogo |
| -------------------- | -------- | -------------------- | -------- | -------- |
| Mafunzo              | 0–4      | AS Vita Club         | 0–3      | 0–1      |
| Centre Chiefs        | w/o[A]   | Ferroviário Maputo   | —        | —        |
| Chicken Inn          | 1–2      | Mamelodi Sundowns    | 1–0      | 0–2      |
| Warri Wolves         | w/o[B]   | Sporting Praia Cruz  | —        | —        |
| AS Mangasport        | 0–3      | Étoile du Congo      | 0–0      | 0–3      |
| Wydad Casablanca     | 3–2      | AS Douanes Niamey    | 2–0      | 1–2      |
| Gor Mahia            | 1–3      | CNaPS Sport          | 1–2      | 0–1      |
| Saint George         | 4–1      | St Michel United     | 3–0      | 1–1      |
| Vipers               | 1–2      | Enyimba              | 1–0      | 0–2      |
| Lioli                | 2–2 (gf) | Vital'O              | 1–2      | 1–0      |
| Olympique Khouribga  | 4–2      | Gamtel               | 2–1      | 2–1      |
| Stade Malien         | 4–1      | Racing               | 3–1      | 1–0      |
| ZESCO United         | 3–0      | Al-Ghazal            | 2–0      | 1–0      |
| AS Douanes Dakar     | 0–4      | Horoya               | 0–0      | 0–4      |
| Mbabane Swallows     | 2–4      | APR                  | 1–0      | 1–4      |
| Cercle de Joachim    | 0–3      | Young Africans       | 0–1      | 0–2      |
| Recreativo do Libolo | 9–1      | Racing de Micomeseng | 5–1      | 4–0      |
| Volcan Club          | w/o[C]   | Kaizer Chiefs        | 0–4      | —        |
| AS CotonTchad        | 0–1      | ASEC Mimosas         | 0–1      | 0–0      |
| Onze Créateurs       | 1–2      | Al-Ahli Tripoli      | 1–2      | 0–0      |
| Nimba United         | 1–4      | Union Douala         | 1–3      | 0–1      |
| Club Africain        | 2–0      | AS Tanda             | 2–0      | 0–0      |
| Ashanti Gold         | 2–3      | MO Béjaïa            | 1–0      | 1–3      |

Notas
- A. ^  O Ferroviário Maputo venceu por w/o após a desistência do Centre Chiefs.[7]

- B. ^  O Warri Wolves venceu por w/o após o Sporting Praia Cruz não conseguir chegar a tempo para a disputa da partida de ida.[8]

- C. ^  O Kaizer Chiefs venceu por w/o após o Volcan Club não conseguir chegar a tempo para a disputa da partida de volta.[9]

### Primeira fase
| Equipe 1             | Total | Equipe 2           | 1.º jogo | 2.º jogo |
| -------------------- | ----- | ------------------ | -------- | -------- |
| AS Vita Club         | 2–1   | Ferroviário Maputo | 1–0      | 1–1      |
| Mamelodi Sundowns    | 3–1   | AC Léopards        | 2–0      | 1–1      |
| Warri Wolves         | 0–2   | Al-Merrikh         | 0–1      | 0–1      |
| Étoile du Congo      | 3–5   | ES Sétif           | 0–0      | 0–2      |
| Wydad Casablanca     | 6–3   | CNaPS Sport        | 5–1      | 1–2      |
| Saint George         | 2–3   | TP Mazembe         | 2–2      | 0-1      |
| Enyimba              | 6–3   | Vital'O            | 5–1      | 1–2      |
| Olympique Khouribga  | 1–3   | Étoile du Sahel    | 1–1      | 0–2      |
| Stade Malien         | 2–1   | Coton Sport        | 2–0      | 0–1      |
| ZESCO United         | 4–3   | Horoya             | 4–1      | 0–2      |
| APR                  | 2–3   | Young Africans     | 1–2      | 1–1      |
| Recreativo do Libolo | 0–2   | Al-Ahly            | 0–0      | 0–2      |
| Kaizer Chiefs        | 0–1   | ASEC Mimosas       | 0–1      | 0–2      |
| Al-Ahli Trípoli      | 2–2   | Al-Hilal           | 1–0      | 1–2      |
| Union Douala         | 0–3   | Zamalek            | 0–1      | 0–2      |
| Club Africain        | 1–2   | MO Béjaïa          | 1–0      | 0–2      |

### Segunda fase
Os perdedores desta fase entraram na fase de play-off da Copa das Confederações da CAF de 2016.
| Equipe 1         | Total               | Equipe 2          | 1.º jogo | 2.º jogo |
| ---------------- | ------------------- | ----------------- | -------- | -------- |
| AS Vita Club     | 2–2 (gf) d/q;w/o[D] | Mamelodi Sundowns | 1–0      | 1–2      |
| Al-Merrikh       | 2–2 (gf)            | ES Sétif          | 1–0      | 1–2      |
| Wydad Casablanca | 3–1                 | TP Mazembe        | 1–0      | 1–2      |
| Enyimba          | 3–3 (4–3 p)         | Étoile du Sahel   | 1–0      | 0–1      |
| Stade Malien     | 2–5                 | ZESCO United      | 1–3      | 1–2      |
| Young Africans   | 2–3                 | Al-Ahly           | 1–0      | 0–1      |
| ASEC Mimosas     | 3–2                 | Al-Ahli Trípoli   | 2–0      | 1–2      |
| Zamalek          | 3–1                 | MO Béjaïa         | 2–0      | 1–1      |

- D. ^  Em 24 de maio de 2016 a CAF anunciou que o Mamelodi Sundowns venceu por w/o após o AS Vita Club escalar um jogador em situação irregular na partida contra o Mafunzo, na fase preliminar.[10]

## Fase de grupos
O sorteio para esta fase foi realizado em 24 de maio de 2016.

### Grupo A
| Pos. | Equipe           | Pts | J | V | E | D | GP | GC | SG |
| ---- | ---------------- | --- | - | - | - | - | -- | -- | -- |
| 1    | Wydad Casablanca | 11  | 6 | 3 | 2 | 1 | 6  | 3  | +3 |
| 2    | ZESCO United     | 9   | 6 | 2 | 3 | 1 | 10 | 9  | +1 |
| 3    | Al-Ahly          | 6   | 6 | 1 | 3 | 2 | 6  | 7  | –1 |
| 4    | ASEC Mimosas     | 5   | 6 | 1 | 2 | 3 | 5  | 8  | –3 |

|                  | ZES | AHL | ASEC | WAC |
| ---------------- | --- | --- | ---- | --- |
| ZESCO United     |     | 3–2 | 3–1  | 1–1 |
| Al-Ahly          | 2–2 |     | 1–2  | 0–0 |
| ASEC Mimosas     | 1–1 | 0–0 |      | 0–1 |
| Wydad Casablanca | 2–0 | 0–1 | 2–1  |     |

### Grupo B
| Pos. | Equipe            | Pts | J | V | E | D | GP | GC | SG |
| ---- | ----------------- | --- | - | - | - | - | -- | -- | -- |
| 1    | Mamelodi Sundowns | 9   | 4 | 3 | 0 | 1 | 6  | 5  | +1 |
| 2    | Zamalek           | 6   | 4 | 2 | 0 | 2 | 3  | 3  | 0  |
| 3    | Enyimba           | 3   | 4 | 1 | 0 | 3 | 4  | 5  | –1 |
| 4    | ES Sétif [a]      | 0   | 0 | 0 | 0 | 0 | 0  | 0  | 0  |

|                   | ENY | ZAM | ESS | MSD |
| ----------------- | --- | --- | --- | --- |
| Enyimba           |     | 0–1 | —   | 3–1 |
| Zamalek           | 1–0 |     | —   | 1–2 |
| ES Sétif          | —   | —   |     | 0–2 |
| Mamelodi Sundowns | 2–1 | 1–0 | —   |     |

- a. ^  A CAF anunciou em 23 de junho de 2016 que o ES Sétif foi eliminado pela invasão e outros incidentes ocorridos na partida contra o Mamelodi Sundowns em 18 de junho de 2016.[12] Com isso todos os jogos da equipe foram anulados.

## Fase final

### Semifinal
| Equipe 1     | Total | Equipe 2          | 1.º jogo | 2.º jogo |
| ------------ | ----- | ----------------- | -------- | -------- |
| Zamalek      | 6–5   | Wydad Casablanca  | 4–0      | 2–5      |
| ZESCO United | 2–3   | Mamelodi Sundowns | 2–1      | 0–2      |

### Final
| Equipe 1 | Total | Equipe 2          | 1.º jogo | 2.º jogo |
| -------- | ----- | ----------------- | -------- | -------- |
| Zamalek  | 1–3   | Mamelodi Sundowns | 0–3      | 1–0      |

Jogo de ida
| 15 de outubro | Mamelodi Sundowns                             | 3 – 0     | Zamalek | Estádio Lucas Masterpieces Moripe, Pretória |
| 15:00 (UTC+2) | Laffor 31' · Langerman 40' · Gamal 46' (g.c.) | Relatório |         | Público: 35 000 Árbitro: KEN Davies Omweno  |

Jogo de volta
| 23 de outubro | Zamalek      | 1 – 0     | Mamelodi Sundowns | Estádio Borg El Arab, Alexandria            |
| 20:30 (UTC+2) | Ohawuchi 64' | Relatório |                   | Público: 70 000 Árbitro: GAM Bakary Gassama |

## Premiação
| Liga dos Campeões da CAF de 2016      |
| África do Sul                         |
| ------------------------------------- |
| Mamelodi Sundowns Campeão (1º título) |